# Pionierkaserne Willersbach
Die Pionierkaserne Willersbach ist eine ehemalige Kaserne in Neustadtl an der Donau in Niederösterreich.

## Geschichte
Die Kaserne befand sich am südlichen Donauufer oberhalb der Mündung des Willersbaches bei Stromkilometer 2068 auf einem Areal, das ursprünglich als Quartier für Bauarbeiter des Donaukraftwerks Ybbs-Persenbeug errichtet wurde und für 500 Mann ausgelegt war.
Das Bundesheer übernahm 1957 das im Vergleich zu den Verhältnissen in einer Kaserne modern ausgestattete Barackenlager und adaptierte es für die Ausbildung von Pionieren. Am 1. September 1957 übersiedelte das aus dem Heerespionierbataillon 1 in Melk herausgezogene Kaderpersonal in die Kaserne und begann mit der Organisation des Betriebes und am 1. Oktober rückte der erste Jahrgang mit knapp 200 Grundwehrdienern ein. Vor der Kaserne befand sich der Wasserübungsplatz mit einem heute noch vorhandenen Landungssteg. Aber bereits 1959 wurde die Pionier-Kompanie in die Kaserne Mautern eingegliedert und die Gebäude in Willersbach abgerissen.
Das Areal wird heute als Campingplatz genutzt.